# محمد المعيرفي
محمد جعفر المعيرفي لاعب كرة قدم سعودي ، يلعب كلاعب جناح في نادي خيبر.
لعب في نادي الذهب ونادي خيبر